# Saint-Narcisse
Cet article concerne la municipalité de paroisse en Mauricie. Pour les autres Saint-Narcisse au Québec, voir Saint-Narcisse-de-Beaurivage et Saint-Narcisse-de-Rimouski.
Saint-Narcisse est une municipalité de paroisse du Québec, Canada, située dans la municipalité régionale de comté (MRC) des Chenaux, dans la région administrative de la Mauricie. Elle est située sur la rive nord du fleuve Saint-Laurent, à une trentaine de kilomètres du centre-ville de Trois-Rivières.

## Toponymie
La localité a été nommée en l'honneur de saint Narcisse. Une statue de saint Narcisse est sise au sommet du maître-autel de l'église de Saint-Narcisse.

## Histoire
La municipalité de Saint-Narcisse est l'une des municipalités résultant du premier découpage municipal du Québec. À l'origine dans la municipalité de comté de Champlain (1847-1855), Saint-Narcisse a été inclus dans la municipalité régionale de comté de Francheville en 1982. En 2002, elle devient la MRC Les Chenaux.
Le premier pionnier Louis Cosset, venu de Sainte-Geneviève-de-Batiscan, s'est établi à Saint-Narcisse vers 1804. Il est qualifié de fondateur. Un monument a été érigé en son honneur. Pour l'historien Marcel Trudel, dans son livre paru en 2001, il serait peut-être mieux de désigner Gabriel Trudel comme fondateur : « On peut se demander si le titre de fondateur ne coifferait pas mieux Gabriel Trudel : mort à 71 ans le 12 juin 1832, il aurait fait en 1809 le premier défrichement dans le rang de la Grang'Ligne sur le lot 285; c'est dans la maison de son fils aîné, Gabriel Trudel fils, que se réuniront les 36 habitants de la profondeur de la seigneurie Champlain pour y signer le 16 février 1847 la toute première requête de fondation de la paroisse et la première demande de construction d'une chapelle; son fils cadet Michel Trudel sera élu président des syndics fondateurs et délégué auprès du vicaire-général du diocèse en vue de l'érection du territoire en paroisse ; Édouard Trudel, le troisième de ses fils, sera le grand contributeur en argent de la chapelle et de l'église de pierre : le cœur du village est édifié sur ses terres et sur celle de Michel Trudel. »
Parmi les autres premiers colons, beaucoup provenaient des paroisses limitrophes du fleuve Saint-Laurent. L'expansion de la colonisation forçait les nouveaux pionniers à franchir une moraine d'une largeur estimée à un kilomètre.
Cette moraine parcourt la Mauricie, entre Saint-Paulin à l'ouest et Saint-Raymond à l'est, soit sur environ 120 kilomètres. Elle est désignée "moraine de Saint-Narcisse" car cette moraine est davantage proéminente à la hauteur de Saint-Narcisse. Cette formation géologique se serait façonnée il y a 11 000 ans, à la fin de la dernière période glaciaire, par le dépôt de diverses couches de sédiments au pied des glaciers gigantesques. Il s'agit d'une moraine frontale. Ce sont donc les sédiments qui se trouvaient à l'avant du glacier qui furent déposés.

### Chronologie
Le territoire actuel de Saint-Narcisse relevait autrefois de deux seigneuries, séparées par le chemin de la Grande Ligne: la Seigneurie de Batiscan et la Seigneurie de Champlain. La paroisse a été érigée le 29 décembre 1854. Quant à la municipalité, elle a été érigée le 1er juillet 1855. Un second décret du 14 avril 1859 a redélimité la paroisse. Le 25 juillet 1894, Mgr Louis-François Richer Laflèche décrète le détachement de plusieurs lots des rangs Sainte-Marguerite (lots 790 à 800) et Saint-Félix (lots 688 à 701), de la paroisse de Saint-Maurice, afin de les annexer à la paroisse de Saint-Narcisse.

## Géographie
Le territoire de Saint-Narcisse se situe sur un plateau entre une formation géologique ancienne, la moraine de Saint-Narcisse, et une zone marécageuse, la tourbière du Lac-à-la-Tortue. Ce plateau se compose principalement d’une plaine agricole drainée par la rivière des Chutes et la rivière à la Fourche.
Comportant une superficie de 104,87 kilomètres carrés, le territoire municipal est subdivisé par sept rangs : la Grande-Ligne, le Deuxième rang, le rang Saint-Félix, le rang Sainte-Marguerite et le rang du Barrage. Le territoire comporte aussi le lac Noir (dit : à Morin ou Petit lac), situé au nord de la Grande-Ligne. Une ligne de montagne traverse le territoire municipal sur toute sa longueur, séparant le plateau de la Moyenne-Mauricie de la plaine de la Basse-Mauricie.

### Hydrographie

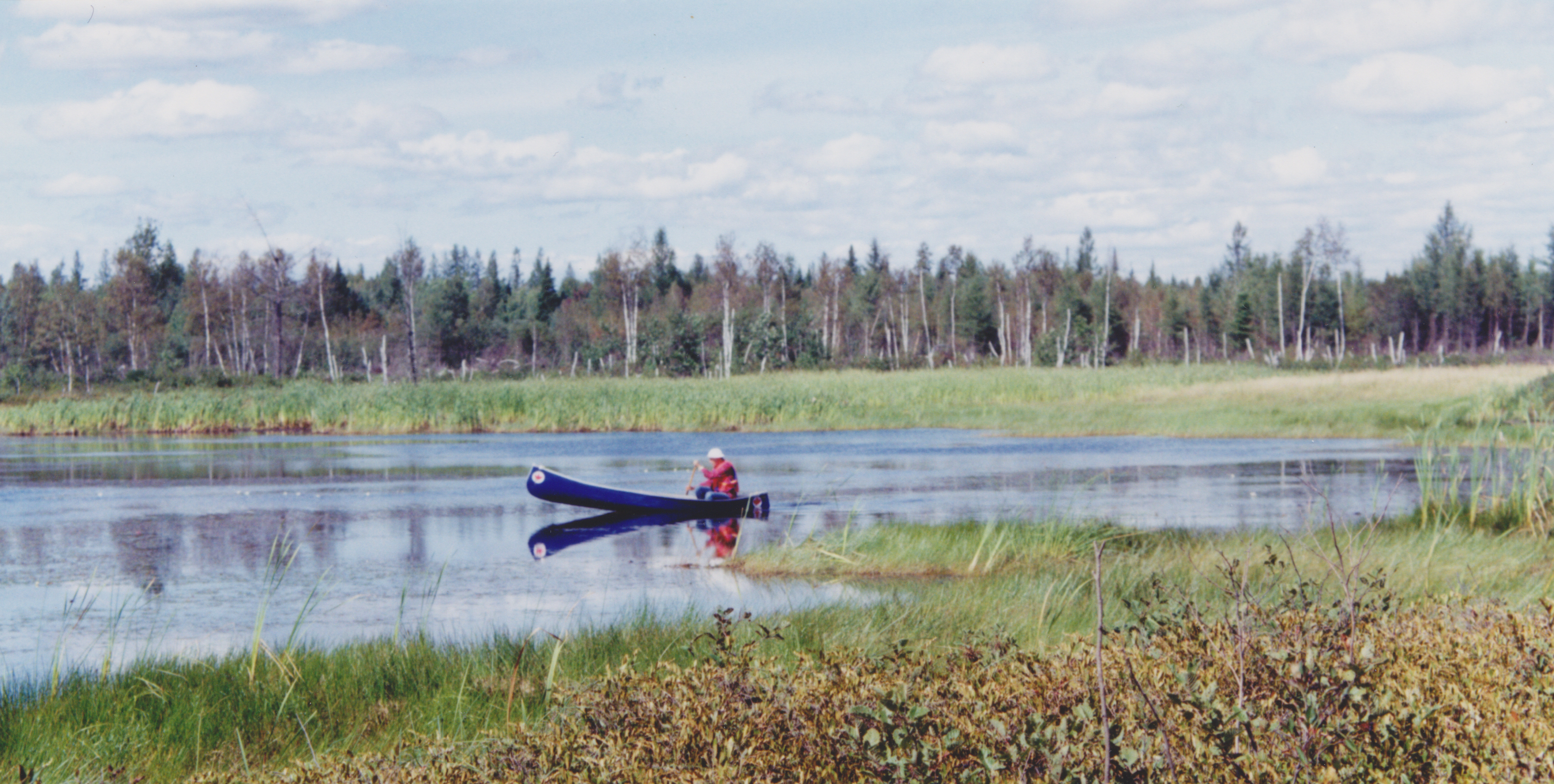
Lac Noir : dit à Morin ou Petit Lac, Tourbière du Lac à la Tortue.

Son bassin versant fait surtout partie de la Batiscanie, sauf la zone sud-ouest, à la limite de Champlain et Saint-Luc-de-Vincennes. La municipalité est traversée par cinq rivières : Batiscan, Rivière des Chutes, Rivière au Lard, Rivière à la Fourche et Rivière à la Tortue. Le parcours de la Rivière à la Tortue entre dans Saint-Narcisse, par l'extrémité nord-ouest (rang "Côte St-Pierre - Coté Nord-Est"), où elle traverse quatre lots, sur 1,4 km. Puis la rivière continue de couler dans Saint-Séverin pour aller se jeter dans la rivière des Envies.

## Démographie
| 1991  | 1996  | 2001  | 2006  | 2011  | 2016  | 2021  |
| ----- | ----- | ----- | ----- | ----- | ----- | ----- |
| 1 995 | 1 937 | 1 858 | 1 806 | 1 762 | 1 832 | 1 801 |

Logements privés occupés par les résidents permanents (2011) : 798 (sur un total de 818 logements).
Langue maternelle :
- français : 98,6 %
- anglais : 0,6 %
- anglais et français : 0 %
- autres langues : 0,8 %

## Administration
Les élections municipales se font en bloc pour le maire et les six conseillers.
| Saint-Narcisse Maires depuis 2001                                                                                    |                    |         |          |
| Élection | Maire              | Qualité | Résultat |
| 2001 | Gilles R. Cossette |         | Voir     |
| 2005 | Guy Veillette      |         | Voir     |
| 2009 | Guy Veillette      | Voir    |          |
| 2013 | Guy Veillette      | Voir    |          |
| 2017 | Guy Veillette      | Voir    |          |
| 2021 | Guy Veillette      | Voir    |          |
| Élection partielle en italique Depuis 2005, les élections sont simultanées dans toutes les municipalités québécoises |                    |         |          |

## Fête de la solidarité (en août)
D'août 1982 jusqu'en 2012, la communauté de Saint-Narcisse organisait une fête populaire s'adressant à toute la famille. La fête de la solidarité est née lors de la récession économique. Pendant que des gens d'affaires veillaient à consolider la structure économique de la place, un groupe de jeunes a organisé la première fête de la solidarité. Leur idée était de renforcer le tissu social de la municipalité afin que les gens aient des raisons de célébrer malgré le contexte économique qui était difficile et qu'ils créent des liens entre eux afin d'affronter les obstacles ensemble. Cette fête a célébré son 30e anniversaire à l'été 2011.
La programmation de la fête de la solidarité comprenait entre autres des spectacles musicaux, des expositions et des feux d'artifice. Une parade de nuit fantastique a déjà eu lieu durant le festival, mais cette activité fut abandonnée pour l'édition 2008 faute de bénévoles. Un parc aménagé pour les enfants proposait des jeux et des spectacles organisés.
La décision que la fête n'existerait plus est tombée au début de l'année 2013, à la suite d'une rencontre avec la population de la municipalité. Le manque de bénévoles à entraîné la fin de cette fête qui amenait une nouvelle clientèle touristique à chaque année depuis plus de 30 ans.

## Industries
Historiquement, l'économie locale était basée sur l'agriculture et la foresterie. À partir du XXe siècle, la localité est reconnue pour la fabrication de matelas et de maisons pré-fabriquées.

## Église catholique
Construite de 1871 à 1874, l'église de Saint-Narcisse est de style gothique. L'évêque du diocèse de Trois-Rivières, Mgr François-Xavier Laflèche a présidé la bénédiction officielle. En 1894, à la suite d'une assemblée des paroissiens, la Fabrique a procédé à l'achat d'un système de carillon comportant quatre cloches (plus grosse que les précédentes) fabriquées en Haute-Savoie, France, afin que leur teintement soit entendu au loin par les paroissiens. En 1916, la Fabrique décide d'un agrandissement de 30 pieds de l'église en construisant une nouvelle façade à deux clochers. La Fabrique autorise également l'acquisition d'un orgue Casavant. La décoration intérieure de l'église est l'œuvre de l'artiste-peintre Monti. L'église ressemble à l'Église unie Saint-James de Montréal.

## Maison Dupont

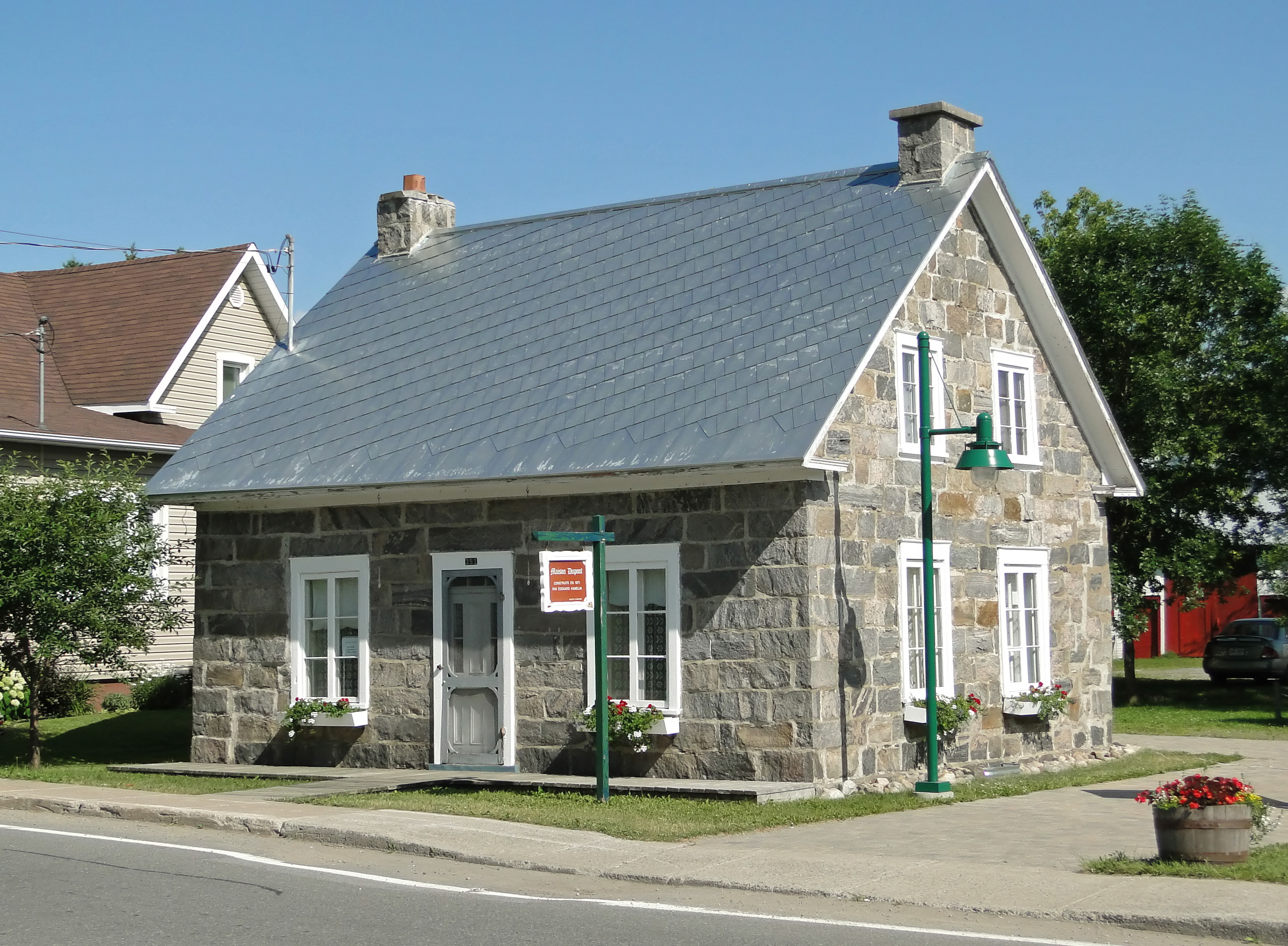
Maison Dupont

La maison Dupont a été construite en 1871, voisine de l'église. Cette bâtisse a servi longtemps de lieu public de rencontre des paroissiens les dimanches, particulièrement après les offices religieux célébrés à l'église. Cette maison de style classique du XIXe siècle est la propriété de la municipalité qui en confie la gestion à la Société historique de Saint-Narcisse. La Maison Dupont a été transformée en centre artisanal et en salle d'exposition. Depuis 2004, elle est citée comme immeuble patrimonial et, en conséquence, son enveloppe extérieure est protégée.

## Centrale hydro-électrique de la Batiscan
La centrale hydro-électrique de Saint-Narcisse a été construite entre 1895 et 1897 afin d'arnacher[Quoi ?] les grandes chutes de la Batiscan. Cette centrale a permis d'ériger la première ligne à haute tension de l'empire britannique ; elle reliait Saint-Narcisse à Trois-Rivières. L'électricité de Saint-Narcisse alimentait le réseau de distribution électrique de la ville de Trois-Rivières, notamment l'éclairage des rues.
En partant du village de Saint-Narcisse, les visiteurs accèdent au barrage de la Batiscan en empruntant la route 361 sur environ 2,4 km; puis il suffit de suivre la signalisation routière d'Hydro-Québec.
Autour des chutes de la Batiscan, un parc a été aménagé en pleine nature, pour y pratiquer des activités de plein air, tels camping, marche dans les sentiers, vélo, observation de la flore et de la faune…[réf. nécessaire]

## Personnalités nées à Saint-Narcisse
- Léonce Jacob (27 mai 1917 - 24 décembre 2008), 91 ans, musicien québécois, prêtre éducateur (c.s.v. : Clerc de Saint-Viateur)
- Marcel Trudel (29 mai 1917 - 11 janvier 2011), 93 ans, historien québécois. Il y est inhumé avec sa famille adoptive (Baril).
- Aurore Dessureault-Descôteaux (10 mai 1926 - 24 avril 2015), journaliste, auteure du téléroman Entre chien et loup

## Photographies

Tourbière du Lac-à-la-Tortue, accueil, sentier et trottoir de bois
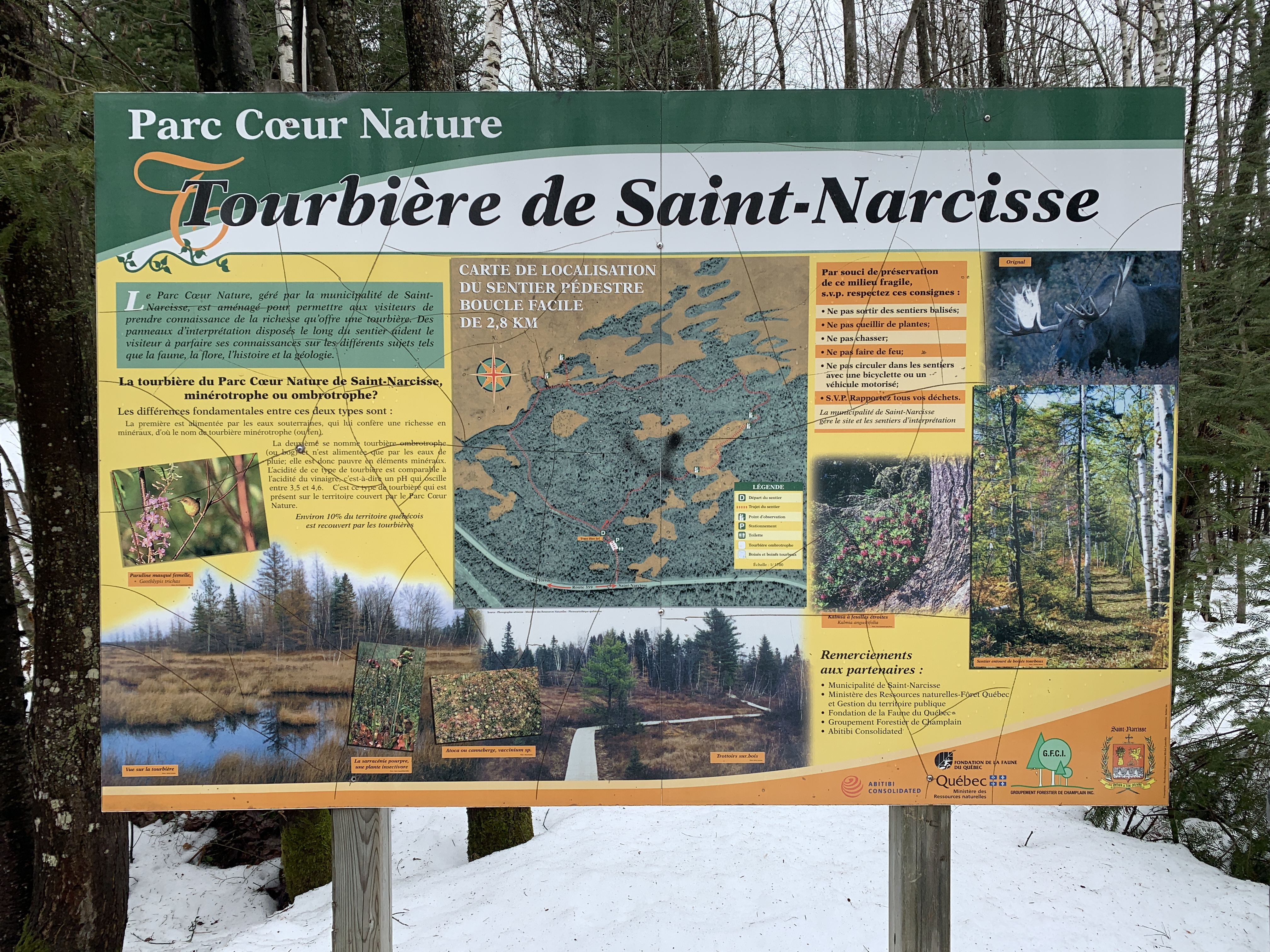
Panneau d'accueil au parc Cœur Nature
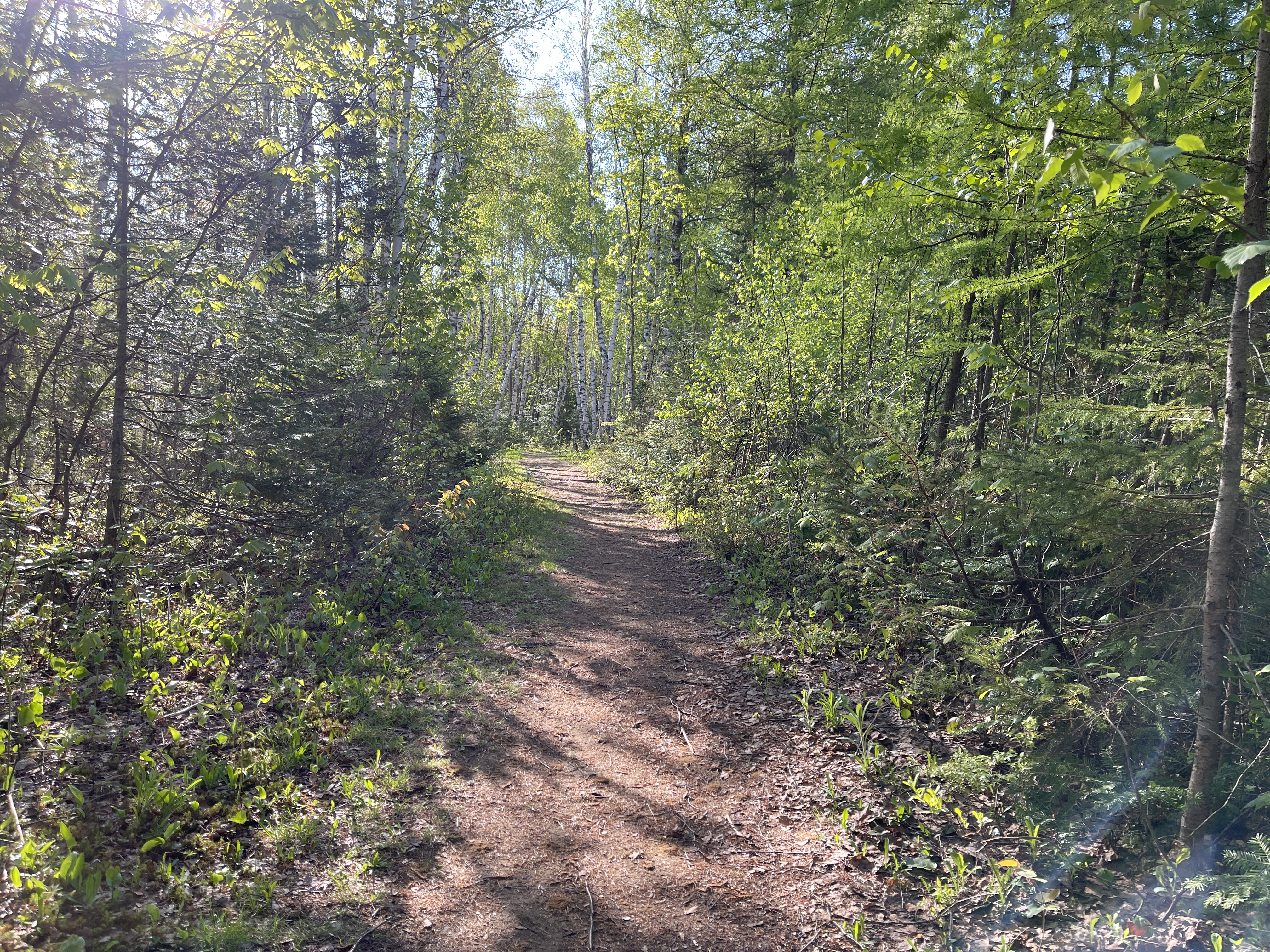
Sentier au parc Cœur Nature
Poste d'observation du plé, accessible par le sentier
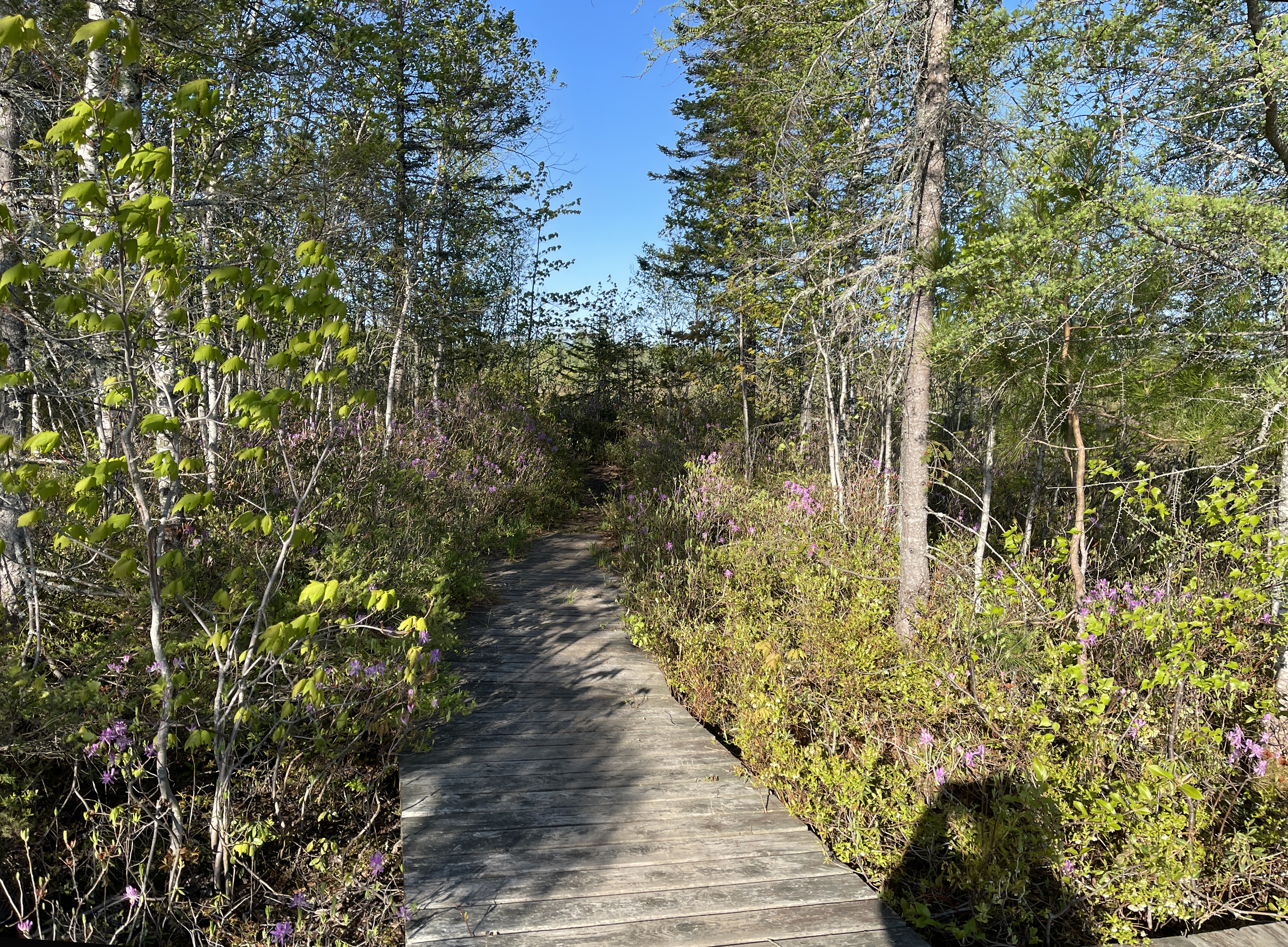
Sentier de caillebotis bordé de Rhododendron canadense
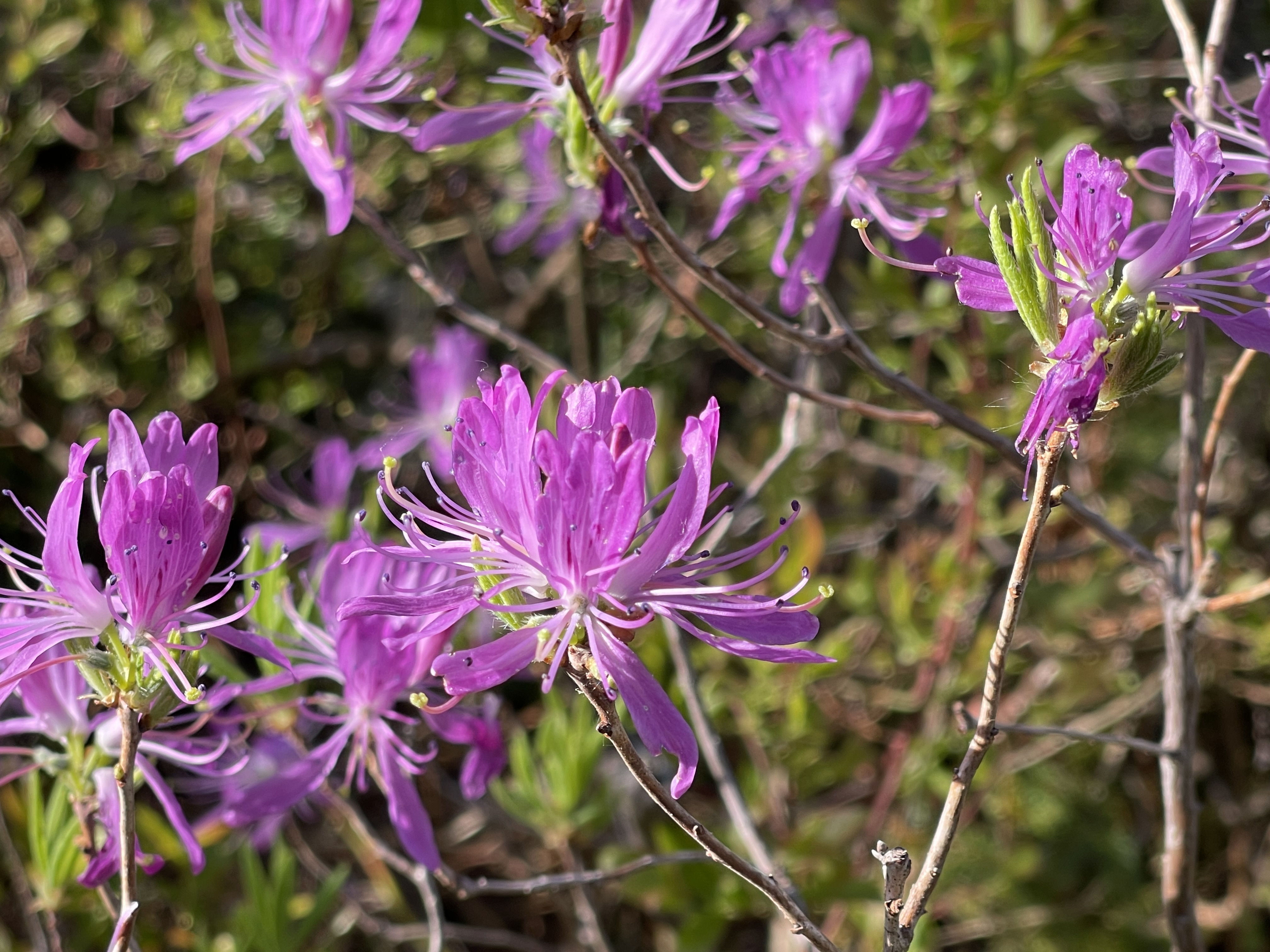
Rhododendron canadense (L.) Torrey. — Rhododendron du Canada.

### Répertoires
- Répertoire des baptêmes de Saint-Narcisse 1954-1986, 1987, 285 pages, publié par "La Société d'histoire de Saint-Narcisse", collection Souvenance.
- Saint-Narcisse - Répertoire des mariages de Saint-Narcisse 1854-1985, publié par la Société d'histoire de Saint-Narcisse, 1986, 131 pages, collection Souvenance.
- Répertoire des sépultures de Saint-Narcisse 1854-1985, 1986, 155 pages, publié par La Société d'histoire de Saint-Narcisse, collection Souvenance.
- Saint-Narcisse: Baptêmes 1987-1991, mariages 1986-1991, sépultures 1986-1991, 1992, 55 pages, publié par La Société d'histoire de Saint-Narcisse.
- Saint-Narcisse: baptêmes, 1992-2002, mariages, 1992-2002, sépultures, 1992-2002, 2003, publié par La Société d'histoire de Saint-Narcisse.
- Recensement de la paroisse de Saint-Narcisse en 1886, Archives de l'Évêché de Trois-Rivières, Brigitte Hamel, 1988, 108 pages.

### Monographies
- Saint-Narcisse 1804-1979, volume rédigé par Jean Gagnon, Éditions du Bien public, 325 pages. Cette monographie paroissiale est abondamment illustrée de photos historiques.
- La vie municipale à Saint-Narcisse 1854-1989, 110 pages, publié par La Société d'histoire de Saint-Narcisse, Édition Souvenance.
- Saint-Narcisse-de-Champlain, au pays de la Batiscan, municipalité de Saint-Narcisse, 2001.
- Hommage à nos pionnières, publié par l'A.F.E.A.S. de St-Narcisse, Collection "Femmes de chez nous", 71 pages.
- Saint-Narcisse 1804-1979 - Album souvenir, 320 pages.
- Saint-Narcisse-de-Champlain, Album souvenir, produit par le comité d'organisation du centenaire, 1954, 96 pages.
- Retrouvailles, biographies de gens de Saint-Narcisse, par Jacques Baril, 110 pages.
- Le premier barrage Saint-Narcisse 1897-1928, par Romain Baril et Georges Hamelin, 86 pages.
- Le chant liturgique à Saint Narcisse - 1854-1989, 104 pages, par Claire Cossette, publié par La Société d'histoire de Saint-Narcisse, Édition Souvenance.
- St-Narcisse, Histoire du rang St-Félix « En filant vers la station», par Raymonde Descôteaux, Pub. Paquette éd., 1986, 184 pages.
- Histoire d'un rang, le rang St-Pierre, par Raymond Drouin, 44 pages, publié par La Société d'histoire de Saint-Narcisse, Édition Souvenance.
- Jos Noé Veillette et Aurore Cossette: histoire et généalogie d'une famille d'entrepreneurs forestiers, volume rédigé par Luc Veillette (1939- ), 2012, Éditions de l'APLAB (Trois-Rivières), 242 pages.
- Mes souvenirs, ma vie, ma famille, ma maison, par Blandine Thibeault, Collection Femmes de chez nous, 16 pages.
- Biographie de Auréa Jacob-Cossette, par Gabrielle Cossette-Lepage, 16 pages.
- St-Narcisse, Histoire du Troisième Rang, en suivant les roulières, par Aurore Dessureault-Descôteaux, Pub. Paquette éd., 1982, 246 pages.